# Bryce Goggin
Bryce Goggin je americký hudební producent a zvukový inženýr.
Jako zvukový inženýr se v roce 1991 podílel na coververzi písně „Hallelujah“ v podání Johna Calea (producentem nahrávky byl sám Cale; píseň vyšla na albu I'm Your Fan). Roku 2009 mixoval několik písní na albu The Crying Light zpěváka Antonyho Hegartyho. V roce 2010 produkoval první album skupiny The Dig nazvané Electric Toys.
Během své kariéry spolupracoval s mnoha dalšími hudebníky a skupinami, mezi něž patří například Joan as Police Woman, Swans, Pavement a The Lemonheads. Rovněž hraje na různé, převážně klávesové nástroje (klavír, varhany). Podílel se na několika desítkách alb.